# Cyathea coactilis
Cyathea coactilis är en ormbunkeart som beskrevs av Holtt. Cyathea coactilis ingår i släktet Cyathea och familjen Cyatheaceae. Inga underarter finns listade.